# Шавельзон, Мелвилл
Мелвилл Шавельзон (англ. Melville Shavelson, 1 апреля 1917 — 8 августа 2007) — американский режиссёр, продюсер, сценарист. Он был президентом Гильдии сценаристов Америки, Запад (WGAw) с 1969 по 1971, с 1979 по 1981 и с 1985 по 1987.

## Биография
Шавельзон родился в еврейской семье в Бруклине и окончил Корнельский университет в 1937 году. работал сценаристом для радиопостановок комика Боба Хоупа «Шоу Пепсодента» с Бобом Хоупом в главной роли. Шавельсон приехал в Голливуд в 1938 году в качестве одного из авторов шуток Хоупа, на которого он работал в течение следующих пяти лет. Он отвечал за сценарии таких фильмов Хоупа как «Принцесса и пират» (1944), «Где есть жизнь» (1947), «Великий любовник» (1949) и «Скорбный Джонс» (1949), где также снималась Люсиль Болл.
Шавельзон был дважды номинирован на премию Оскар за лучший оригинальный сценарий — сначала в «Семеро маленьких Фоев» 1955 года с Хоупом в главной и редкой для него драматической роли, а затем в «Плавучем доме» 1958 года с Кэри Грантом и Софи Лорен в главных ролях. Он разделил обе номинации с Джеком Роузом. Он был режиссёром обоих фильмов. Другие фильмы, которые он написал и режиссировал, включают «Двойной динамит», «Бо Джеймса» (1957), «Пять пенни» (1959), за которые он получил премию Гильдии сценаристов, «Это началось в Неаполе» (1960), «О двойнике» (1961), «Голубь, который захватил Рим» (1962), «Новый вид любви» (1963), «Гигантская тень» (1966) и «Твое, мое и наше» (1968), в котором снимались Генри Фонда и вновь с Люсиль Болл.
Шавельзон создал два телесериала отмеченных наградами «Эмми» и написал несколько шоу, получивших «Оскар». Он написал, спродюсировал и срежиссировал шестичасовой сценарий ABC в телевизионный мини-сериале «Айк» 1979 года, основанный на подвигах генерала Дуайта Эйзенхауэра во время Второй мировой войны. В нём приняли участие все звезды, в том числе Роберт Дюваль и Ли Ремик.
Его автобиография, опубликованная BearManor Media в апреле 2007 года, называется «Как добиться успеха в Голливуде без особых попыток, P.S. — Вы не можете!» Он написал несколько других книг, в том числе совместно с Хоупом «Не стреляй, это только я: комедийная история США Боба Хоупа» (Putnam, 1990) и «Как сделать еврейский фильм» (1971), мемуары о его опыте во время создания и работы режиссёром над «Гигантской тенью» и голливудский роман «Луалда» (1973).
Шавельзон был известным преподавателем в программе Университета Южной Калифорнии Мастерство профессионального авторства с 1998 по 2006 год. Он преподавал класс сценария, который часто ставил в тупик его учеников: «Я писатель по выбору, продюсер по необходимости и режиссёр для самозащиты».

## Личная жизнь
Он был радиолюбителем и его позывным было W6VLH.
У Шавельзона и его первой жены Люсиль было двое детей: Линн Джойнер и Ричард Шавельзон. Люсиль умерла в 2000 году. Шавельсон женился вторично на Рут Флори, и они жили вместе с 2001 года вплоть до своей смерти в 2007 году. Они проживали в Студио-Сити, Калифорния.
Шавельзон умер от старости 8 августа 2007 года в своем доме. Ему было 90 лет. У него осталась сестра, Джеральдин Юча проживающая на Манхэттене, Нью-Сити, Нью-Йорк; двое детей от первого брака, Ричард проживающий в Менло-Парке, штат Калифорния, и Линн Джоунер, проживающая в Вашингтоне; и трое внуков.

## Почёт, награды и наследие
Премия Shavelson Film Awards, присуждаемая ежегодно в Корнелльском университете для многообещающих режиссеров, была учреждена им и названа в его честь
.